# Young Justice
Young Justice är en amerikansk animerad tv-serie utvecklad av Brandon Vietti och Greg Weisman för Cartoon Network. Trots titeln är det inte en direkt anpassning av Peter David, Todd Dezago och Todd Naucks Young Justice-serien, utan snarare en anpassning av hela DC-universet med fokus på unga superhjältar. Serien ställdes in 2013 efter två säsonger eftersom Cartoon Network lyckades inte en framgångsrik leksakslinje baserad på serien. 2019 återkom serie på DC Universe, en streaming sida med serier och filmer baserad på DC comics, med den tredje säsongen med namnet Young Justice: Outsiders.

## Röstskådespelare
- Jesse McCartney - (Robin) Dick Grayson
- Khary Payton - (Aqualad) Kaldur'ahm
- Jason Spisak (Kid Flash) Wally West
- Nolan North (kryptonian) Superboy
- Danica McKellar (Miss Martian) M'gann M'orzz eller Megan Morse
- Stephanie Lemelin (Tigress) Artemis Crock